# Potencial de Riesz
En matemàtiques, el potencial de Riesz és un potencial que porta el nom del seu descobridor, el matemàtic hongarès Marcel Riesz. En cert sentit, el potencial de Riesz defineix una inversa per a una potència de l'operador de Laplace a l'espai euclidià. Generalitzen a diverses variables les integrals de Riemann-Liouville d'una variable.

## Definició
Si 0 < α < n, aleshores el potencial de Riesz Iα f d'una funció integrable localment f sobre Rn és la funció definida per
{\displaystyle (I_{\alpha }f)(x)={\frac {1}{c_{\alpha }}}\int _{\mathbb {R} ^{n}}{\frac {f(y)}{|x-y|^{n-\alpha }}}\,\mathrm {d} y}
on la constant ve donada per
{\displaystyle {\widehat {I_{\alpha }f}}(\xi )=|2\pi \xi |^{-\alpha }{\hat {f}}(\xi ).}
Aquesta integral singular està ben definida sempre que f decaï prou ràpidament a l'infinit, concretament si f ∈ Lp (Rn) amb 1 ≤ pàg < n / α. De fet, per a qualsevol 1 ≤ p ( p >1 és clàssic, a causa de Sobolev, mentre que per a p =1 vegeu (Schikorra, Spector & Van Schaftingen 2014)  , la taxa de decadència de f i la de Iα f es relacionen en forma d'una desigualtat (la desigualtat Hardy–Littlewood–Sobolev)
{\displaystyle \|I_{\alpha }f\|_{p^{*}}\leq C_{p}\|Rf\|_{p},\quad p^{*}={\frac {np}{n-\alpha p}},}
on {\displaystyle Rf=DI_{1}f} és la transformada de Riesz amb valors vectorials. De manera més general, els operadors Iα estan ben definits per al complex α tal que 0 < Re α < n.
El potencial de Riesz es pot definir de manera més general en un sentit feble com la circumvolució
{\displaystyle I_{\alpha }f=f*K_{\alpha }}
on K α és la funció localment integrable:
{\displaystyle K_{\alpha }(x)={\frac {1}{c_{\alpha }}}{\frac {1}{|x|^{n-\alpha }}}.}
Per tant, el potencial de Riesz es pot definir sempre que f sigui una distribució suportada de manera compacta. En aquest sentit, el potencial de Riesz d'una mesura positiva de Borel μ amb suport compacte és principalment d'interès en la teoria del potencial perquè Iα μ és aleshores una funció subharmònica (continua) fora del suport de μ, i és inferior semicontinua en tot Rn.
La consideració de la transformada de Fourier revela que el potencial de Riesz és un multiplicador de Fourier. De fet, un té
{\displaystyle {\widehat {K_{\alpha }}}(\xi )=\int _{\mathbb {R} ^{n}}K_{\alpha }(x)e^{-2\pi ix\xi }\,\mathrm {d} x=|2\pi \xi |^{-\alpha }}
i per tant, pel teorema de la convolució,
{\displaystyle c_{\alpha }=\pi ^{n/2}2^{\alpha }{\frac {\Gamma (\alpha /2)}{\Gamma ((n-\alpha )/2)}}.}
Els potencials de Riesz satisfan la següent propietat del semigrup en, per exemple, funcions contínues que disminueixen ràpidament
{\displaystyle I_{\alpha }I_{\beta }=I_{\alpha +\beta }}
proporcionat
{\displaystyle 0<\operatorname {Re} \alpha ,\operatorname {Re} \beta <n,\quad 0<\operatorname {Re} (\alpha +\beta )<n.}
A més, si 0 < Re α < n–2, aleshores
{\displaystyle \Delta I_{\alpha +2}=I_{\alpha +2}\Delta =-I_{\alpha }.}
També es té, per a aquesta classe de funcions,
{\displaystyle \lim _{\alpha \to 0^{+}}(I_{\alpha }f)(x)=f(x).}